# Johann von Waldstätten
Johann Baptist von Waldstätten (ur. 24 czerwca 1833 w Gospić, zm. 31 grudnia 1914 w Baden) – austro-węgierski oficer w stopniu feldzeugmeistra oraz generała piechoty (niem. General der Infanterie), dowódca 7. Korpusu w Timișoarze i Generalny Inspektor Sił Zbrojnych Armii Austro-Węgier.

## Życiorys
W 1844 roku wstąpił do korpusu kadetów Terezjańskiej Akademii Wojskowej, którą ukończył w 1851 roku i został przydzielony do Korpusu Pionierów. W 1853 roku został skierowany na kurs do Szkoły Wojennej w Wiedniu, a w 1855 roku, już w stopniu porucznika (niem. Oberleutnant), trafił do Sztabu Generalnego Kwatermistrza. W Sztabie zajmował się opracowywaniem map okupowanej przez Austrię Wołoszczyzny. Po wybuchu wojny francusko-austriackiej został przydzielony, jako kapitan (niem. Hauptmann), do sztabu brygady dowodzonej przez Ernsta von Hartunga. W jej szeregach walczył w bitwach pod Solferino i pod Magentą. Po zakończeniu konfliktu zajmował się opracowywaniem map Węgier i Chorwacji. Po awansie na majora w 1865 roku został instruktorem w Akademii Kawalerii w Wiedniu, gdzie przygotował podręcznik wykorzystania jazdy na polu bitwy. W trakcie wojny prusko-austriackiej służył w sztabie Leopolda von Edelsheim-Gyulaisa i wziął udział między innymi w bitwie pod Sadową. W 1867 roku, w stopniu podpułkownika (niem. Oberstleutnant), objął stanowisko zastępcy dowódcy 12. Pułku Dragonów. Po awansie na pułkownika (niem. Oberst) w 1870 roku został wykładowcą w Akademii Wojennej w Wiedniu, a w 1877 roku, już w stopniu generała majora (niem. Generalmajor), objął dowództwo nad 7. Brygadą Piechoty. Dowodzona przez niego jednostka została oddelegowana w 1878 roku do sił okupujących Bośnię i Hercegowinę. W Bośni objął tymczasowe dowództwo nad 4. Dywizją Piechoty,a następnie stanął na czele 72. Brygady Piechoty. W 1882 roku awansował na marszałka polnego porucznika (niem. Feldmarschalleutnant) i otrzymał pod swoje rozkazy 6. Dywizję Piechoty. Na początku marca 1886 roku został mianowany zastępcą dowódcy Landwehry i stanowisko to pełnił do 1889 roku, czyli do objęcia dowództwa nad 7. Korpusem w Timișoarze, z jednoczesnym awansem na generała artylerii (niem. Feldzeugmeister). Po śmierci aryksięcia Albrechta w 1895 roku utworzono stanowisko Generalnych Inspektorów Sił Zbrojnych Austro-Węgier (niem. General-Truppen-Inspektoren). W 1898 roku Johann von Waldstätten został jednym z trzech Inspektorów Sił Zbrojnych i pozostawał nim do przejścia na emeryturę w 1905 roku. W 1908 roku, decyzją cesarza Franciszka Józefa, pozostający w stanie spoczynku von Waldstätten otrzymał stopień generała piechoty (niem. General der Infanterie). Do swojej śmierci w 1914 roku był szefem 81. Pułk Piechoty.

## Odznaczenia
Odznaczenia Johanna von Waldstättena to między innymi:
- Krzyż Wielki Orderu Leopolda
- Kawaler Orderu Korony Żelaznej I klasy
- Kawaler Orderu Korony Żelaznej II klasy z dekoracją wojenną
- Kawaler Orderu Leopolda z dekoracją wojenną
- Komandor Orderu Franciszka Józefa
- Krzyż Zasługi Wojskowej w brylantach z dekoracją wojenną
- Medal Zasługi Wojskowej na czerwonej wstędze
- Medal Wojenny
- Odznaka za Służbę Wojskową I klasy
- Medal Jubileuszowy Pamiątkowy dla Sił Zbrojnych i Żandarmerii
- Krzyż Jubileuszowy Wojskowy
- Komandor Orderu Alberta z dekoracją wojenną (Saksonia)
- Kawaler I klasy Order Ludwika (Hesja)
- Order Królewski Korony I klasy (Prusy)
- Krzyż Wielki Orderu Gwiazdy Rumunii (Rumunia)
- Krzyż Wielki Orderu Takowy (Serbia)